# Rawez Lawan
Rawez Lawan (ur. 4 października 1987 w Malmö) – szwedzki piłkarz pochodzenia kurdyjskiego występujący na pozycji napastnika.

## Kariera klubowa
Lawan treningi rozpoczął w zespole Kvarnby IK, a w 2003 roku przeszedł do juniorów zespołu Malmö FF. W 2005 roku został włączony do jego pierwszej drużyny, grającej w Allsvenskan. W lidze tej zadebiutował 22 maja 2005 roku w przegranym 0:2 pojedynku z GIF Sundsvall. W barwach Malmö rozegrał siedem spotkań.
W połowie 2006 roku Lawan odszedł do duńskiego klubu AC Horsens. W Superligaen pierwszy mecz zaliczył 30 lipca 2006 roku przeciwko Viborgowi (2:2). 13 sierpnia 2006 roku w zremisowanym 1:1 spotkaniu z Esbjergiem strzelił pierwszego gola w Superligaen. Graczem Horsens był przez trzy lata.
W 2009 roku Lawan przeszedł do innego zespołu Superligaen, FC Nordsjælland. Zadebiutował tam 2 sierpnia 2009 roku w zremisowanym 2:2 pojedynku z Randers FC. W 2010 roku, a także w 2011 roku zdobył z zespołem Puchar Danii. W 2012 roku wywalczył z nim natomiast mistrzostwo Danii. W styczniu 2013 przeszedł do IFK Norrköping, w 2015 zdobył z tym klubem mistrzostwo Szwecji, a w listopadzie tegoż roku opuścił klub.

## Kariera reprezentacyjna
Lawan jest byłym reprezentantem Szwecji U-21.